# Kern (Familienname)
Kern ist ein Familienname.

## Namensträger

### A
- Achilles Kern (1607–1691), deutscher Bildhauer
- Adele Kern (1901–1980), deutsche Sängerin (Koloratursopran)
- Adolf Kern (Benediktiner) (1829–1906), österreichischer Benediktiner
- Adolf Kern (Komponist) (1906–1976), deutscher Kantor und Komponist
- Adolf Kern-Saxer (1826–1896), Schweizer Techniker und Unternehmer (Kern & Co)
- Albert Kern (Unternehmer) (?–um 1929), deutscher Unternehmer und Politiker
- Albert Kern (Pastor) (1899–1985), bessarabien-deutscher evangelischer Pastor und Herausgeber (Heimatbuch der Bessarabiendeutschen)
- Albert Kern (Feuerwehrpräsident) (* 1957), steirischer Landesfeuerwehrkommandant (2006–2018) und von 2012 bis 2022 österreichischer Feuerwehrpräsident
- Alexander Kern (* 1962), Professor für Elektrotechnik und Hochspannungstechnik an der Fachhochschule Aachen
- Alfons Kern (1859–1941), deutscher Architekt und Archivar
- Alfred Kern (Chemiker) (1850–1893), Schweizer Chemiker und Unternehmer
- Alfred Kern (Architekt), österreichischer Architekt
- Alfred Kern (Schriftsteller, 1919) (1919–2001), französischer Schriftsteller
- Alfred Kern (Schriftsteller, 1924) (1924–2009), US-amerikanischer Schriftsteller
- Amsi Kern (1922–2002), deutsche Schauspielerin
- André Kern (* 1971), deutscher Maler und Zeichner
- Andrea Kern (* 1968), deutsche Philosophin
- Andreas Kern (Schauspieler) (* 1965), deutscher Schauspieler und Regisseur
- Andreas Kern (Pianist) (* 1975), südafrikanischer Pianist
- Andrzej Kern (1937–2007), polnischer Politiker
- Angelika Kern-Bader (* 1952), deutsche Kunstturnerin
- Angelo Kern, US-amerikanischer Schauspieler und Model
- Anna Petrowna Kern (1800–1879), russische Muse von Alexander Sergejewitsch Puschkin
- Annette Kern-Stähler (* 1971), Anglistin, Mediävistin und Hochschullehrerin
- Anton Kern (Maler) (1709–1747), deutscher Maler
- Anton Kern (Bibliothekar) (1883–1956), österreichischer Bibliothekswissenschafter
- Anton Kern (Politiker) (* 1951), deutscher Politiker (CSU), MdL Bayern
- Arne Kern (* 1991 oder 1992), deutscher Pokerspieler
- Arthur Kern (1862–1931), deutscher Historiker
- Artur Kern (1902–1988), deutscher Pädagoge
- August Kern (1902–1996), Schweizer Regisseur, Produzent und Drehbuchautor

### B
- Benjamin Kern (* 1983), deutscher Fußballspieler
- Bernd-Rüdiger Kern (* 1949), deutscher Jurist
- Bernhard Kern (* 1968), österreichischer Fotograf und Sachbuchautor
- Berthold von Kern (1848–1940), deutscher Arzt und Hochschullehrer
- Berthold Kern (1911–1995), deutscher Internist und Kardiologe
- Betina Kern (* 1947), deutsche Diplomatin
- Björn Kern (* 1978), deutscher Schriftsteller
- Brett Kern (* 1986), US-amerikanischer American-Football-Spieler
- Bruno von Kern (1860–1932), deutscher Gutsbesitzer und Generalmajor
- Bruno Kern (Theologe) (* 1958), österreichisch-deutscher Theologe
- Bruno Kern (Fußballspieler) (* 1968), deutscher Fußballspieler
- Burkhard Kern (* 1963), deutscher Maler

### C
- Calixtus Kern (1577–1656), kursächsischer Bergbeamter
- Carl Kern (Bildhauer), deutscher Bildhauer
- Carl Kern (Fabrikant) (1909–1986), deutscher Seifenfabrikant
- Carl August Kern (1836–1897), deutscher Komponist und Organist
- Carl Wilhelm Kern (1874–1945), US-amerikanischer Komponist, Pianist und Musiktheoretiker deutscher Herkunft
- Carmen Kern (* 1986), deutsche Fußballspielerin
- Carsten Kern (* 1979), deutscher Informatiker und Hochschullehrer
- Catherine Kern (* 1961), deutsche Politikerin (Bündnis 90/Die Grünen), MdL
- Christa Kern (* 1958), österreichische Schauspielerin, Chansonette und Autorin
- Christian Kern (* 1966), österreichischer Politiker (SPÖ)
- Christoph Kern (Künstler) (* 1960), deutscher Maler, Computerkünstler und Hochschullehrer
- Christoph A. Kern (* 1975), deutscher Jurist und Hochschullehrer
- Christophe Kern (* 1981), französischer Radrennfahrer
- Claudia Kern (* 1967), deutsche Schriftstellerin und Übersetzerin
- Clara Kern (1906–1943), Schweizer Schriftstellerin
- Conrad Kern (16. Jahrhundert), ev. Kirchenlieddichter
- Cyprian Kern (1899–1960), russischer Theologe

### D
- Dani Kern (* 1969), Schweizer Sportkommentator
- Daniela Kern (1960–2020), österreichische Prähistorikerin
- David Morris Kern (1909–2013), US-amerikanischer Pharmakologe
- Dejan Kern (* 1989), slowenischer Fußballspieler
- Dieter Kern (1938–2011), deutscher Rennfahrer
- Dorothee Kern (* 1966), deutsche Biochemikerin und Basketballspielerin
- Douglas Kern (* 1963), US-amerikanischer Segler

### E
- Eberhard Kern (* vor 1965), deutscher Hochschullehrer für Mechanik und Konstruktion; Reitsportler und Fachautor über Historisches Reiten
- Edit Kern (* 1967), ungarische Fußballnationalspielerin
- Edith Kern (1912–2005), US-amerikanische Romanistin
- Eduard Kern (Rechtswissenschaftler) (1887–1972), deutscher Rechtswissenschaftler
- Eduard Kern (Politiker) (1900–1966), deutscher Politiker (FDP, SPD)
- Elfriede Kern (* 1950), österreichische Schriftstellerin
- Elga Kern (1888–1957), deutsche Publizistin
- Emil Kern (General) (1882–1945), österreichischer Generalleutnant
- Emil Kern-Rychner (1830–1898), Schweizer Techniker und Unternehmer (Kern & Co)
- Emil S. Kern (1914–2014), Schweizer Arzt und Kunstsammler
- Enrico Kern (* 1979), deutscher Fußballspieler
- Erasmus Kern (1592–nach 1650), österreichischer Bildhauer
- Eric Kern (* 1962), deutscher Gitarrist und Sänger
- Erich Kern (1906–1991), österreichischer Publizist
- Ernst Kern (Politiker) (1904–1976), deutscher Politiker (SPD)
- Ernst Kern (Mediziner) (1923–2014), deutscher Chirurg und Hochschullehrer
- Erwin Kern (Leichtathlet) (1888–1963), deutscher Sprinter
- Erwin Kern (Pädagoge) (1897–1988), deutscher Gehörlosenpädagoge und Hochschullehrer
- Erwin Kern (Attentäter) (1898–1922), deutscher Attentäter
- Erwin Kern (Unternehmer) (* 1960), deutscher Unternehmer und Manager
- Eva-Maria Kern (* 1971), österreichische Ingenieurin

### F
- Felix Kern (1892–1955), oberösterreichischer Politiker (CS/ÖVP)
- Fjodor Sergejewitsch Kern (1817–1890), russischer Admiral
- Frank Dunn Kern (1883–1973), US-amerikanischer Botaniker und Phytopathologe
- Franz Kern (Glockengießer) (* vor 1663–1727), deutscher Stück- und Glockengießer
- Franz Kern (Oberamtmann) (1786–1854), badischer Oberamtmann
- Franz Kern (Philologe) (1830–1894), deutscher Klassischer Philologe
- Franz Kern (Offizier) (1892–1937), österreichischer Offizier
- Franz Kern (Priester) (1925–2012), deutscher Priester und Heimatforscher
- Fred J. Kern (1864–1931), US-amerikanischer Politiker
- Frida Kern (1891–1988), österreichische Komponistin und Dirigentin

- Friedrich Heinrich Kern (Theologe) (1790–1842), deutscher Theologe und Hochschullehrer
- Friedrich Heinrich Kern (Komponist) (* 1980), deutscher Komponist und Pianist
- Fritz Kern (1812–1890), deutscher Richter, siehe Johann Friedrich Kern
- Fritz Kern (Historiker) (1884–1950), deutscher Historiker
- Fritz Kern (Politiker) (1903–1945), deutscher Politiker (NSDAP)

### G
- Gabriele Kern (* 1966), deutsche Fußballspielerin
- Gaston Kern (* 1939), elsässischer Orgelbauer
- Georg Kern (Musikverleger), deutscher Gesangmeister und Musikverleger des frühen 16. Jahrhunderts
- Georg Kern (Theologe) (1572–1626), deutscher Jesuit und Professor für Theologie und Philosophie
- Georg Kern (Baumeister) (1583–vor 1643), deutscher Architekt
- Georg Kern (Bildhauer) (?–1650), deutscher Bildhauer
- Georg Kern (Kreisdekan) (1885–1947), deutscher evangelisch-lutherischer Theologe, Pfarrer, Dekan, Oberkirchenrat und Kreisdekan
- Georges Kern (* 1950), österreichischer Schauspieler
- Gerhard Kern (* 1950), deutscher Politiker (CDU)
- Gottlob Christian Kern (1792–1835), deutscher Geistlicher, Theologe und Kirchenlieddichter
- Gregor Kern (* 1977), deutscher Basketballspieler
- Guido Kern (1961–2021), deutscher Schachspieler und -trainer
- Guido Joseph Kern (1878–1953), deutscher Kunsthistoriker, Maler und Graphiker
- Günter Kern (* 1956), deutscher Verwaltungsbeamter und Politiker (SPD)
- Günther Kern (1923–1995), deutscher Gynäkologe
- Gustav Kern (1871–1944), deutscher Oboist

### H
- Hal C. Kern (1894–1985), US-amerikanischer Filmeditor
- Hans Kern (Politiker, 1867) (1867–1940), Schweizer Politiker (FDP), Nationalrat
- Hans Kern (Politiker, 1898) (1898–1984), deutscher Fußballfunktionär, Manager und Politiker
- Hans Kern (Architekt) (1907–1997), deutscher Architekt
- Hans Kern (Politiker, 1933) (1933–2021), deutscher Politiker (SPD)
- Hans Kern (Kartograph) (* 1943), deutscher Kartograph
- Hans Kern (Ingenieur) (1914–2004), Schweizer Elektroingenieur
- Heike Kern (* 1963), deutsche Künstlerin
- Heinrich Kern (Politiker) (1853–1923), Schweizer Landwirt und Zürcher Regierungs- und Nationalrat
- Heinrich Kern (Ingenieur) (* 1950), deutscher Ingenieur und Hochschullehrer
- Heinrich Kern-von Arand (1857–1934), Schweizer Ingenieur und Unternehmer
- Heinrich Müller-Kern (1872–1940), Schweizer Lehrer und Zeitungsverleger
- Heinz Kern (1939–1972), österreichischer Tanzmeister
- Helmut Kern (1892–1941), deutscher evangelischer Pfarrer, Vorsitzender der Arbeitsgemeinschaft deutscher Volksmissionare
- Helmuth Kern (1926–2016), deutscher Politiker (SPD)
- Hendrik Kern (1833–1917), niederländischer Sprachforscher und Orientalist, siehe Johan Hendrik Caspar Kern
- Herbert Kern (Künstler) (1912–1998), deutscher Grafikdesigner, Bühnenbildner und Hochschullehrer
- Herbert Kern (* 1925), deutscher Jurist und Politiker (SED)
- Hermann Kern (Pädagoge) (1823–1891), deutscher Pädagoge und Philosoph
- Hermann von Kern (1854–1932), deutscher Richter und Beamter
- Hermann Kern (Kunsthistoriker) (1941–1985), deutscher Kunsthistoriker
- Hermann Kern (Fußballspieler) (* 1966), österreichischer Fußballspieler
- Hermann Armin von Kern (1838–1912), österreichischer Maler
- Holger Kern (* 1961), deutscher Musikpädagoge und Hochschullehrer
- Horst Kern (Sozialwissenschaftler) (* 1940), deutscher Sozialwissenschaftler
- Horst-Achim Kern (* 1943), deutscher Politiker (SPD)
- Horst Franz Kern (* 1938), deutscher Mediziner und Biologe
- Hugo Kern (1853–1942), deutscher Unternehmer und Firmengründer (Hugo Kern und Liebers)
- Hugo von Kern-Kernried (1825–1901), deutscher Bauingenieur und Stifter

### I
- Irmgard Kern (geborene Freiin von Keyserlingk; 1870–1963), deutsche Schriftstellerin
- Iso Kern (* 1937), Schweizer Philosoph

### J
- Jacob Kern (* 1997), kanadischer Volleyballspieler

- Jakob Kern (Unternehmer) (1790–1867), Schweizer Mechaniker und Unternehmensgründer, siehe Kern & Co #Geschichte
- Jakob Kern (Ringer), deutscher Ringer
- Jakob Kern (Kulturingenieur) (* 1961), Schweizer Kulturingenieur
- Jakob Franz Alexander Kern (1897–1924), österreichischer Prämonstratenser
- Jean Kern (1874–1967), Schweizer Maler und Grafiker
- Jens Kern (* 1982), deutscher Fußballtorwart
- Jermolaj Fjodorowitsch Kern (1765–1841), russischer General
- Jerome Kern (1885–1945), US-amerikanischer Komponist
- Jo Kern (* 1975), deutsche Schauspielerin und Sprecherin
- Joachim Kern (* 1944), deutscher Fußballspieler
- Johan Hendrik Caspar Kern (1833–1917), niederländischer Orientalist
- Johann Friedrich Kern (auch Fritz Kern; 1812–1890), deutscher Richter
- Johann Gottlieb Kern († 1775?), deutscher Bergbauingenieur
- Johann Jakob Kern (1625–1668), deutscher Bildhauer
- Johann Konrad Kern (auch Johannes Conrad Kern; 1808–1888), Schweizer Jurist und Politiker
- Johann Stefan Kern (1844–1910), deutscher Gastronom und Unterhaltungskünstler
- Johannes Kern (1808–1888), Schweizer Jurist und Nationalrat, siehe Johann Konrad Kern
- Johannes Kern (Komponist) (* 1965), österreichischer Komponist
- John W. Kern (1849–1917), US-amerikanischer Politiker
- Jonas Kern (geb. Dieter Kern; * 1946), deutscher Schriftsteller
- Josef Kern (Silberschmied) (1789–1832), österreichischer Silberschmied, Medailleur und Politiker
- Josef Kern (Mundartdichter) (1883–1945), tschechischer Geschichtsforscher und Mundartdichter
- Josef Kern (Skilangläufer), deutscher Skilangläufer
- Josef Kern (Musiker) (1933–2010), österreichischer Musiker
- Josef Kern (Kunsthistoriker) (* 1951), deutscher Kunsthistoriker und Publizist
- Josef Kern (Künstler) (* 1953), österreichischer Künstler
- Josef Mayr-Kern (1932–1992), österreichischer Musiker, Komponist, Verbandsfunktionär und Herausgeber
- Josef Karl Kern (1766–1852), deutscher Jurist und Politiker
- Joseph Seraphin Kern (1700–1779), deutscher Organist und Komponist
- Judith Kern (Autorin) (* 1968), deutsche Journalistin und Schriftstellerin
- Judith Kern (Beachvolleyballspielerin) (* 1969), deutsche Volleyball- und Beachvolleyballspielerin
- Julia Kern (* 1997), US-amerikanische Skilangläuferin
- Julian Kern (* 1989), deutscher Radrennfahrer
- Julie Kern (1858–1938), deutsche Heimatdichterin und Autorin
- Jürgen Kern (Schauspieler) (* 1940), deutscher Schauspieler und Regisseur
- Jürgen Kern (Sänger), deutscher Sänger und Kunstpfeifer

### K
- Karl von Kern (1828–1876), österreichischer Admiral
- Karl Kern (Komponist) (1867–1935), deutscher Komponist und Hochschullehrer
- Karl Kern (Architekt) (1919–2002), deutscher Architekt
- Karl Kern (Bildhauer) (1869–1939), deutscher Bildhauer
- Karl Kern (Musiker) (um 1870–um 1940), deutscher Gitarrist
- Karl Kern (Politiker) (1900–1974), deutscher Politiker (CDU)
- Karl Kern (Schriftsteller) (1902–1982), deutschsprachiger Schriftsteller, Redakteur und Lyriker
- Karl Kern (Beamter) (* 1939), österreichischer Landesamtsdirektor
- Karl-August Kern (1836–1897), deutscher Komponist, siehe Carl August Kern
- Karl Ferdinand Kern (1814–1868), deutscher Heilpädagoge und Humanmediziner
- Karl-Hans Kern (1932–2014), deutscher Politiker (SPD) und Pfarrer
- Karl-Heinz Kern (1930–2022), deutscher Diplomat der DDR
- Katharina Kern (1900–1985), deutsche Politikerin (SPD, SED)
- Kathie Kern (* 1986), österreichisches Playmate und Model
- Kathleen Kern (* 1975), deutsche Turnerin
- Katie Kern (* 1973), österreichische Blues- und Countrymusikerin
- Kevin Kern (* 1958), US-amerikanischer Pianist und Komponist
- Klaus Kern (Physikochemiker) (* 1960), deutscher Physiker
- Klaus D. Kern (* 1941), deutscher Wirtschaftsingenieur und Hochschullehrer
- Klaus Dieter Kern (* 1938), deutscher Kirchenmusiker
- Konrad Kern (Archivar) (* vor 1965), deutscher Archivar und Historiker
- Kristine Kern (1959–2025), deutsche Politikwissenschaftlerin, Volkswirtin und Hochschullehrerin

### L
- Lars Kern (* 1987), deutscher Entwicklungs- und Automobilrennfahrer
- Laurie Kern (* 1957), kanadische Speerwerferin
- Lee Kern, britischer Drehbuchautor und Darsteller
- Léon Kern (Historiker) (1894–1971), Schweizer Historiker und Archivar
- Leon Kern (Fußballspieler) (* 1997), deutscher Fußballspieler
- Leonhard Kern (1588–1662), deutscher Bildhauer
- Leopold Kern (Politiker, 1849) (1849–1931), österreichischer Politiker, Oberösterreichischer Landtagsabgeordneter
- Leopold Kern (Politiker, 1857) (1857–1903), österreichischer Politiker, Reichsratsabgeordneter
- Leopold Kern (Politiker, 1918) (1918–2005), österreichischer Politiker (ÖVP), Nationalratsabgeordneter
- Lisa Kern (* 1983), deutsche Politikerin (Grüne/Bündnis 90)
- Lothar Kern (1920–1996), deutscher Schauspieler
- Ludwig Kern (Oberamtmann) (1785–1826), deutscher Verwaltungsbeamter
- Ludwig Kern (Bildhauer) (1902–1942), deutscher Bildhauer
- Ludwig Franz Kern (1815–1870), württembergischer Oberamtmann
- Ludwik Jerzy Kern (1920–2010), polnischer Schriftsteller
- Lukas Kern (1681–1749), deutscher Gastronom und Wohltäter

### M
- Manfred Kern (Schachspieler) (* 1949), deutscher Fernschachspieler
- Manfred Kern (Politiker) (* 1958), deutscher Politiker (Bündnis 90/Die Grünen)
- Manfred Kern (Fußballspieler) (* 1964), österreichischer Fußballspieler
- Manfred Kern (Philologe) (* 1968), österreichischer Philologe und Germanist
- Maren Kern (* 1957), Verbandsfunktionärin des BBU Verband Berlin-Brandenburgischer Wohnungsunternehmen
- Margit Kern (* 1968), deutsche Kunsthistorikerin
- Marie Kern, Geburtsname von Marie Straubel (1865–1944), deutsche Frauenrechtlerin
- Mario Kern (* 1969), deutscher Fußballspieler
- Martin Kern (Schauspieler), Schauspieler
- Martin Kern (Volleyballspieler) (* 1981), deutscher Volleyball- und Beachvolleyballspieler
- Martin Kern (Fußballspieler) (* 2006), ungarischer Fußballspieler
- Matthäus Kern (1801–1852), deutscher Maler
- Matthias Kern (Musiker) (1928–2014), deutscher Organist, Dirigent und Komponist
- Matthias Kern (Mediziner) (1958–2025), deutscher Zahnmediziner und Hochschullehrer
- Matthias Kern (Radsportler), Schweizer Radsportler
- Maximilian von Kern (1813–1887), deutscher Jurist, Richter und Politiker
- Maximilian Kern (Pseudonym Beowulf; 1877–um 1945), deutscher Journalist und Schriftsteller
- Melchior Kern (1872–1947), deutscher Maler
- Michael Kern (Steinmetz) (1555–1634), deutscher Steinmetz, Bauhandwerker und Politiker
- Michael Kern (Bildhauer) (1580–1649), deutscher Bildhauer
- Michael Kern (Unternehmer) (* 1955), deutscher Unternehmer
- Michael Kern (Kameramann), deutscher Dokumentarfilmer
- Michael Wagner-Kern (* 1965), deutscher Jurist
- Michi Kern (Michael Kern; * 1966), deutscher Gastronom, Veranstalter und Yogalehrer

### N
- Nicolaus Kern (* 1972), deutscher Politiker (Piratenpartei), MdL
- Nikolaus Friedrich Kern (1818–1865), Schweizer Fabrikant, Offizier und Politiker

### O
- Olga Kern (* 1975), russische Pianistin
- Oliver Kern (Schriftsteller) (* 1968), deutscher Schriftsteller
- Oliver Kern (Musiker) (* 1970), deutscher Musiker
- Oliver Kern (Journalist) (* 1978), deutscher Journalist, Mitglied der Chefredaktion des nd
- Otto Kern (Politiker) (1833–1913), badischer Politiker, MdL (Baden) 1881–1887
- Otto Kern (Philologe) (1863–1942), deutscher Klassischer Philologe und Archäologe
- Otto Kern (Unternehmer, 1914) (1914–2009), deutscher Textilunternehmer, Konsul und Verbandspräsident
- Otto Kern (Unternehmer, 1927) (1927–2020), deutscher Messzeug-Fabrikant
- Otto Kern (Designer) (1950–2017), deutscher Modedesigner

### P
- Pascal Kern (* 1993), Schweizer Unihockeyspieler
- Paul Kern (Mediziner) (1892–1947), deutscher Generalarzt
- Paul Kern (Badminton) (* um 1970), australischer Badmintonspieler
- Paul Bentley Kern (* 1940), US-amerikanischer Historiker und Hochschullehrer
- Paul J. Kern (Paul John Kern; * 1945), US-amerikanischer General
- Peter Kern (Pädagoge) (* 1940), deutscher Erziehungswissenschaftler
- Peter Kern (Germanist) (* 1941), deutscher germanistischer Mediävist
- Peter Kern (Bildhauer) (* 1945), deutscher Bildhauer
- Peter Kern (Schauspieler) (1949–2015), österreichischer Schauspieler, Regisseur und Produzent
- Peter Kern (Musiker)  (* 1973), österreichischer Musiker
- Peter Kern (Motorsportler), deutscher Motorsportler
- Peter Július Kern (1881–1963), slowakischer Maler und Restaurator
- Philipp Ernst Kern (1716–1776), Generalsuperintendent in Hildburghausen
- Pouel Kern (1908–1993), dänischer Schauspieler

### R
- Ralf Kern, deutscher Unternehmer und Offizier
- Ralph Kern (* 1967), deutscher Turner
- Raymond Kern (1928–2014), französischer Mineraloge
- Renate Kern (1945–1991), deutsche Schlagersängerin
- Richard Kern (* 1954), US-amerikanischer Fotograf und Regisseur
- Richard Kern (Politiker) (1867–nach 1907), deutscher Politiker
- Robert Kern (1885–1972), US-amerikanischer Filmeditor
- Robin Kern (* 1993), deutscher Tennisspieler
- Roland Kern (* 1947), deutscher Politiker (Die Grünen)
- Rolf Kern (* 1976), Schweizer Unihockeyspieler und -trainer
- Rudolf Kern (Architekt), deutscher Architekt
- Rudolf Kern (Mediziner) (1929–1986), Schweizer Ophthalmologe
- Rudolf Kern (Maler) (1936–1990), Schweizer Maler
- Rudolf Kern (Germanist) (* 1938), deutscher Germanist und Hochschullehrer

### S
- Sandra Kern (* 1972), österreichische Politikerin
- Sarah Kern (* 1968), deutsch-dänische Designerin, Modeschöpferin und Fotomodell
- Sascha Kern (* 1973), deutscher Ringer
- Severin Kern (1900–1986), deutscher Politiker (CDU)
- Stefan Kern (* 1966), deutscher Bildhauer
- Steffen Kern (* 1973), deutscher Journalist, Autor und Pfarrer
- Stephan Kern (* 1955), deutscher Bildhauer

### T
- Terry Kern (* 1954), US-amerikanischer Skispringer
- Theodor Kern (Historiker) (1836–1873), deutscher Historiker
- Theodor Kern (Industrieller) (1858–1919), mährischer Industrieller und Unternehmer
- Theodor Kern (Maler) (1900–1969), österreichischer Maler
- Thomas Kern (* 1968), deutscher Soziologe und Hochschullehrer
- Timm Kern (* 1972), deutscher Politiker (FDP), MdL, stv. Fraktionsvorsitzender
- Timo Kern (* 1990), deutscher Fußballspieler
- Tobias Kern (Töpfer) (Heinrich Tobias Michael Kern; 1700–1745), deutscher Töpfer
- Tobias Kern (Fußballspieler) (* 1986), deutscher Fußballspieler und -trainer
- Tobias Kern (Schauspieler) (* 1992), deutscher Schauspieler und Synchronsprecher

### U
- Udo Kern (* 1942), deutscher evangelischer Theologe
- Ulrike Kern (* 1936), deutsche Kirchenmusikerin
- Uwe Kern (* 1960), deutscher Handballspieler

### V
- Victoria Kern (* 1989), deutsch-kasachische Sängerin
- Vincenz von Kern (1760–1829), österreichischer Arzt und Chirurg

### W
- Walter Kern (Architekt) (1860–1918), deutscher Architekt und Baubeamter
- Walter Kern (Unternehmer) (1888–1974), Schweizer Unternehmer (Kern & Co)
- Walter Kern (Künstler) (1898–1966), Schweizer Künstler, Dichter und Kunstkritiker
- Walter Kern (Theologe) (1922–2007), deutsch-österreichischer Theologe und Ordensgeistlicher
- Walter Kern (Theologe, 1937) (1937–2020), deutscher katholischer Theologe, Religionspädagoge und Hochschullehrer
- Walter Kern (Politiker) (* 1954), deutscher Politiker (CDU)
- Walter Kern (Mathematiker) (1957–2021), deutscher Mathematiker
- Walther Kern (1900–1965), deutscher Pharmazeut
- Werner Kern (Chemiker) (1906–1985), deutscher Chemiker
- Werner Kern (Betriebswirt) (1927–2014), deutscher Betriebswirt
- Werner Kern (Fußballtrainer) (* 1946), deutscher Fußballtrainer
- Wilhelm Kern (Philosoph) (1777–1834), deutscher Philosoph
- Wilhelm Kern (Politiker) (1863–1930), deutscher Politiker
- Willy Wilk-Kern (1931–2016), Schweizer Bauingenieur
- Willy Kern (1914–1990), Schweizer Radrennfahrer
- Winfried V. Kern (* 1955), deutscher Infektiologe, Virologe und Hochschullehrer
- Wolfgang Kern (Geograph) (* 1946), österreichischer Geograph
- Wolfgang Kern (Chemiker) (1963–2024), österreichischer Chemiker